# Kuluha
Kuluha és una serralada del Jharkhand al districte d'Hazaribagh a 24° 16′ N, 84° 48′ E / 24.267°N,84.800°E. Destaca per les nombroses ruïnes budistes i un temple dedicat a Buda on hi haurien les seves empremtes (petjades). Les inscripcions daten dels segles VIII a XII; després se'n van apropiar els bramans i al cim d'una muntanya van construir un temple dedicat a Durga anomenat Kuleswari. S'hi van dos fires religioses a l'any.